# ایوان منزل قدیمی ترابی
ایوان منزل قدیمی ترابی مربوط به اواخر دوره قاجار است و در شهرستان گناباد، بخش مرکزی، روستای مند واقع شده و این اثر در تاریخ ۱۹ مرداد ۱۳۸۴ با شمارهٔ ثبت ۱۲۹۳۳ به‌عنوان یکی از آثار ملی ایران به ثبت رسیده است.